# 首尔新闻
《首尔新闻》（：／）是韓國出版的全国性日报。前身是《大韩每日申报》，1904年7月18日創刊，是韓国历史最悠久的报纸。总部位于首尔。每天印刷数780,000张。

## 历史
1904年7月18日－1910年8月28日期间，名为《大韩每日申报》，在此期間曾经常刊登抗日文章，社论揭露大日本帝國侵略野心，对朝鲜的新教育和爱国启蒙运动的民族意识作出了很大贡献。1910年8月30日改名《每日申报》，并在1938年4月29日改名《每日新报》。其后在駐朝鮮美國軍政廳軍政長官命令下一度停刊。1945年11月23日更名为《首爾新闻》（서울新聞）后复刊。韓戰期間再度停刊，一度以《陣中新聞》為名刊登新聞報道。1966年五一六政變後曾長期淪為政府喉舌，1987年韓國民主化之後方重獲獨立性。
还发行《新天地》、《周末首爾》、《體育首爾》等刊物。《體育首爾》從1999年12月30日起獨立經營。